# Woronieżskoje akcyoniernoje samolotostroitielnoje obszczestwo

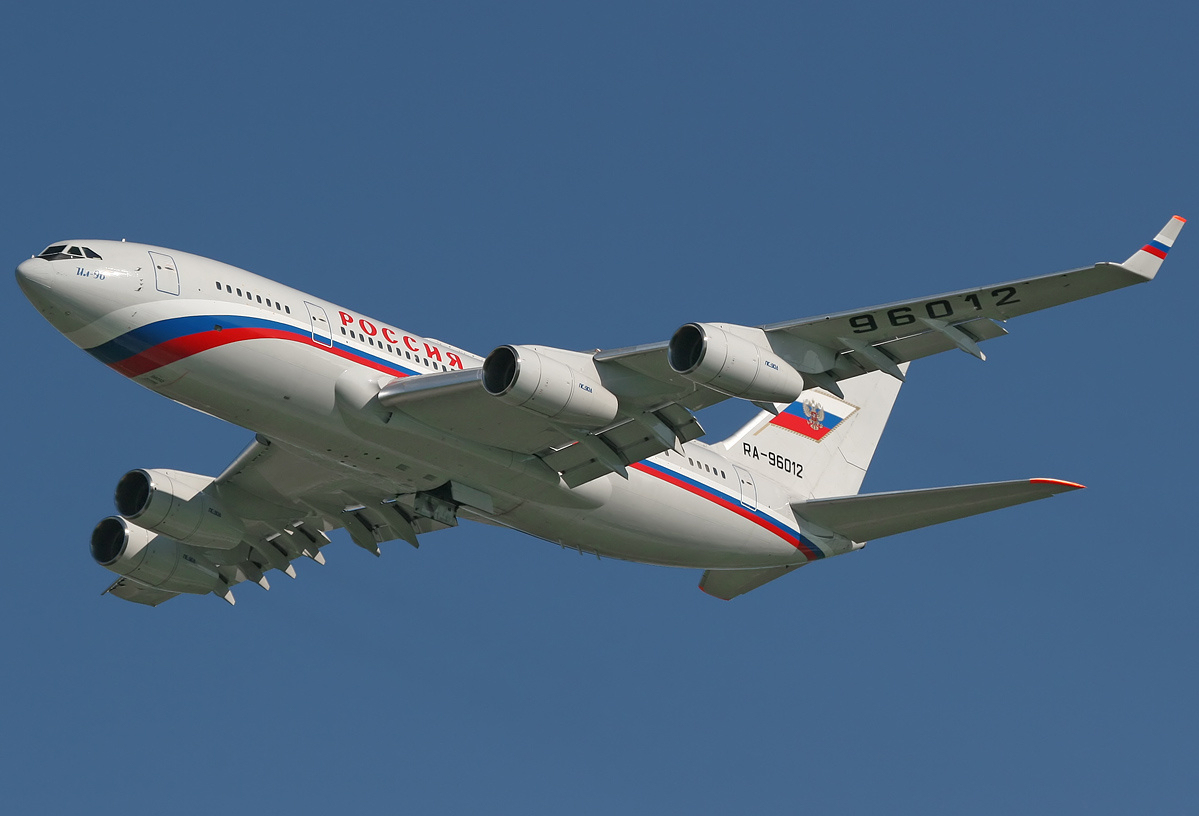
Samolot Ił-96

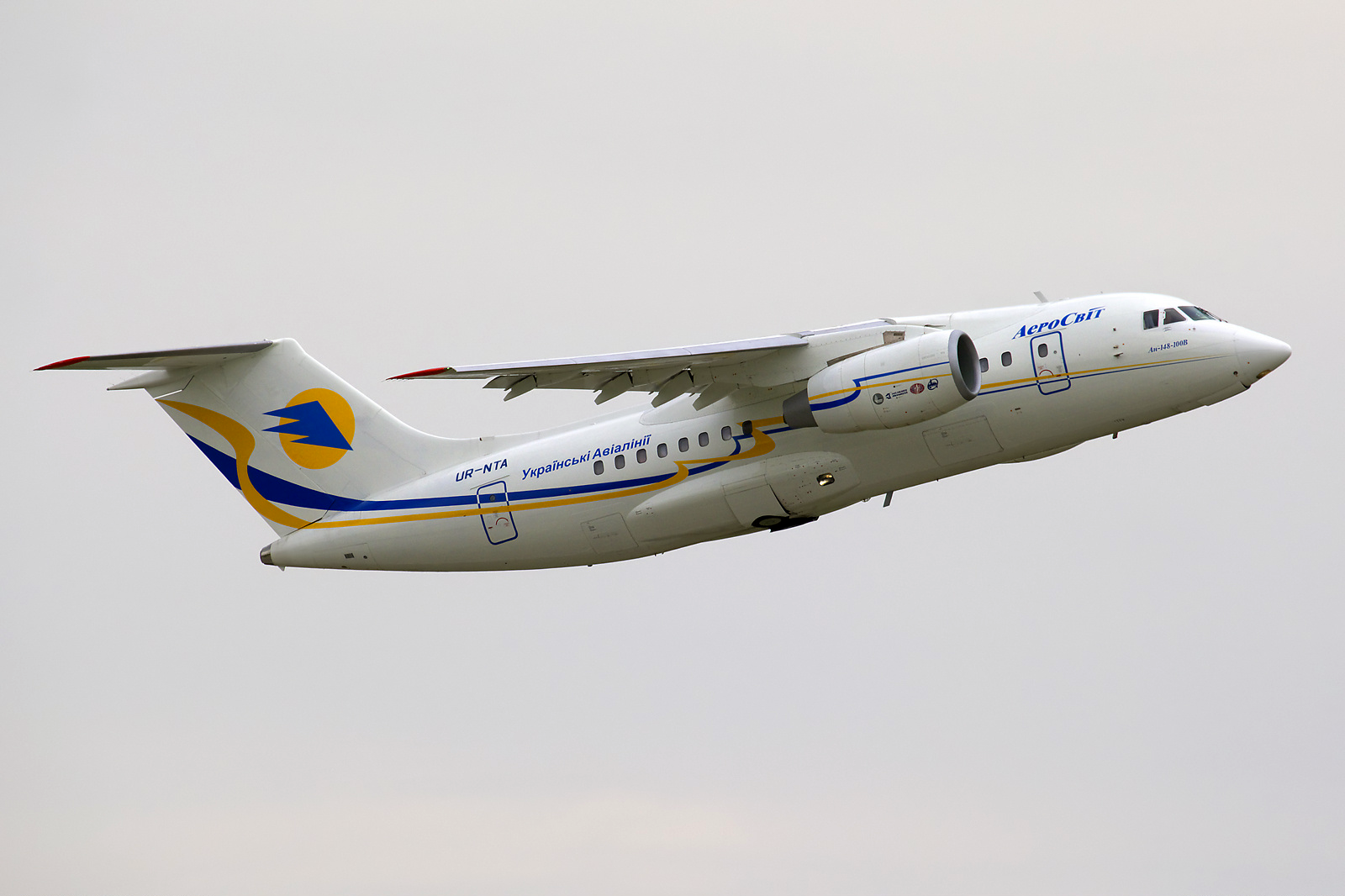
Samolot An-148

Woronieżskoje akcyoniernoje samolotostroitielnoje obszczestwo (ros. Воронежское акционерное самолётостроительное общество (ВАСО); dosł. „Woroneska Spółka Akcyjna Budownictwa Samolotowego”) – rosyjskie przedsiębiorstwo przemysłu lotniczego z siedzibą w Woroneżu.

## Historia
- Przedsiębiorstwo powstało w 1932 roku jako „Zakład Lotniczy nr 18”,
- W 1934 roku zakłady podjęły seryjną produkcję pierwszego samolotu – bombowca TB-3,
- W 1937 roku rozpoczęto seryjną produkcję bombowca dalekiego zasięgu DB-3, i jednocześnie samolotu szturmowego Ił-2,
- W czasie II wojny światowej zakłady ewakuowano do Kujbyszewa, odbywała się tam wielkoseryjna produkcja szturmowca Ił-2,
- W 1943 roku zakłady ponownie przeniesiono do Woroneża, dokonano również zmiany nazwy na „Zakład Lotniczy nr 64”,
- Po II wojnie światowej zakłady zajmowały się produkcją samolotów bombowych, transportowych i pasażerskich,
- W 1993 roku zakłady zostały sprywatyzowane.

## Produkcja[1]
- - bombowiec TB-3
  - samolot szturmowy Ił-2
  - samolot szturmowy Ił-10
  - samolot transportowy i pasażerski Ił-12
  - odrzutowy samolot bombowy Tu-16
  - bombowiec Ił-28
  - samolot transportowy i pasażerski An-10
  - średni samolot transportowy An-12
  - ciężki myśliwiec przechwytujący Tu-128
  - naddźwiękowy samolot pasażerski Tu-144
  - szerokokadłubowy samolot pasażerski Ił-86
  - samolot  pasażerski An-148
  - szerokokadłubowy samolot pasażerski Ił-96